# Lliga de Campions de la CONCACAF 2009-10
La Champions League de la CONCACAF 2009-10 és la segona edició de la competició. Es disputà entre el juliol del 2009 i l'abril del 2010. El guanyador representara a la CONCACAF en el Campionat del Món de Clubs de futbol 2010.

## Ronda Prèvia
28/29/30 de juliol i 4/5/6 d'agost de 2009.
| Partit | Equip 1           | Resultat global | Equip 2            | Resultat anada | Resultat tornada |
| ------ | ----------------- | --------------- | ------------------ | -------------- | ---------------- |
| 1      | San Francisco FC  | 2:3             | San Juan Jabloteh  | 2:0            | 0:3              |
| 2      | CF Pachuca        | 10:1            | Deportivo Jalapa   | 3:0            | 7:1              |
| 3      | W Connection      | 4:3             | New York Red Bulls | 2:2            | 2:1              |
| 4      | CD Olimpia        | 2:2             | CD Árabe Unido     | 2:1            | 0:1              |
| 5      | CS Herediano      | 2:6             | Cruz Azul          | 2:6            | 0:0              |
| 6      | DC United         | 2:2 p. 5-4      | CD Chalatenango    | 1:1            | 1:1              |
| 7      | Municipal Liberia | 3:6             | Real España        | 3:0            | 0:6              |
| 8      | Toronto FC        | 0:1             | Islanders          | 0:1            | 0:0              |

## Fase grups

### Grup A
| Equip          | Pts | PJ | PG | PE | PP | GF | GC | Dif |
| -------------- | --- | -- | -- | -- | -- | -- | -- | --- |
| Pachuca CF     | 15  | 6  | 5  | 0  | 1  | 15 | 4  | +11 |
| Árabe Unido    | 10  | 6  | 3  | 1  | 2  | 13 | 8  | +5  |
| Houston Dynamo | 7   | 6  | 2  | 1  | 3  | 8  | 8  | +0  |
| Isidro Metapán | 3   | 6  | 1  | 0  | 5  | 3  | 19 | -16 |

| 19 d'agost     | Houston        | Houston Dynamo | 1:0 | Isidro Metapán |
| 19 d'agost     | Colón (Panamà) | Árabe Unido    | 4:1 | Pachuca CF     |
| 25 d'agost     | Pachuca        | Pachuca CF     | 5:0 | Isidro Metapán |
| 26 d'agost     | Colón (Panamà) | Árabe Unido    | 1:1 | Houston Dynamo |
| 15 de setembre | Metapán        | Isidro Metapán | 0:1 | Árabe Unido    |
| 16 de setembre | Pachuca        | Pachuca CF     | 2:0 | Houston Dynamo |
| 22 de setembre | Metapán        | Isidro Metapán | 0:4 | Pachuca CF     |
| 22 de setembre | Houston        | Houston Dynamo | 5:1 | Árabe Unido    |
| 29 de setembre | Colón (Panamà) | Árabe Unido    | 6:0 | Isidro Metapán |
| 30 de setembre | Houston        | Houston Dynamo | 0:1 | Pachuca CF     |
| 21 d'octubre   | Pachuca        | Pachuca CF     | 2:0 | Árabe Unido    |
| 21 d'octubre   | Metapán        | Isidro Metapán | 3:2 | Houston Dynamo |

### Grup B
| Equip             | Pts | PJ | PG | PE | PP | GF | GC | Dif |
| ----------------- | --- | -- | -- | -- | -- | -- | -- | --- |
| Toluca            | 13  | 6  | 4  | 1  | 1  | 15 | 4  | +11 |
| Marathón          | 12  | 6  | 4  | 0  | 2  | 12 | 14 | -2  |
| D.C. United       | 10  | 6  | 3  | 1  | 2  | 12 | 8  | +4  |
| San Juan Jabloteh | 0   | 6  | 0  | 0  | 6  | 4  | 17 | -13 |

| 18 d'agost     | San Pedro Sula   | Marathón          | 3:1 | D.C. United       |
| 20 d'agost     | Puerto España    | San Juan Jabloteh | 0:1 | Toluca            |
| 26 d'agost     | Washington, D.C. | D.C. United       | 1:3 | Toluca            |
| 26 d'agost     | San Pedro Sula   | Marathón          | 3:1 | San Juan Jabloteh |
| 15 de setembre | Puerto España    | San Juan Jabloteh | 0:1 | D.C. United       |
| 17 de setembre | Toluca           | Toluca            | 7:0 | Marathón          |
| 23 de setembre | Toluca           | Toluca            | 3:0 | San Juan Jabloteh |
| 24 de setembre | Washington D.C.  | D.C. United       | 3:0 | Marathón          |
| 30 de setembre | Washington D.C.  | D.C. United       | 5:1 | San Juan Jabloteh |
| 1 d'octubre    | San Pedro Sula   | Marathón          | 2:0 | Toluca            |
| 20 d'octubre   | Toluca           | Toluca            | 1:1 | D.C. United       |
| 22 d'octubre   | Puerto España    | San Juan Jabloteh | 2:4 | Marathón          |

### Grup C
| Equip                 | Pts | PJ | PG | PE | PP | GF | GC | Dif |
| --------------------- | --- | -- | -- | -- | -- | -- | -- | --- |
| Cruz Azul             | 16  | 6  | 5  | 1  | 0  | 16 | 4  | +12 |
| Columbus Crew         | 8   | 6  | 2  | 2  | 2  | 5  | 9  | -4  |
| Deportivo Saprissa    | 5   | 6  | 1  | 2  | 3  | 6  | 8  | -2  |
| Puerto Rico Islanders | 3   | 6  | 0  | 3  | 3  | 6  | 12 | -6  |

| 18 d'agost     | Columbus          | Columbus Crew         | 2:0 | Puerto Rico Islanders |
| 19 d'agost     | México D.F.       | Cruz Azul             | 2:0 | Deportivo Saprissa    |
| 25 d'agost     | San Juan de Tibás | Deportivo Saprissa    | 3:1 | Puerto Rico Islanders |
| 26 d'agost     | México D.F.       | Cruz Azul             | 5:0 | Columbus Crew         |
| 15 de setembre | Bayamón           | Puerto Rico Islanders | 3:3 | Cruz Azul             |
| 16 de setembre | San Juan de Tibás | Deportivo Saprissa    | 0:1 | Columbus Crew         |
| 22 de setembre | Bayamón           | Puerto Rico Islanders | 1:1 | Deportivo Saprissa    |
| 23 de setembre | Columbus          | Columbus Crew         | 0:2 | Cruz Azul             |
| 29 de setembre | Columbus          | Columbus Crew         | 1:1 | Deportivo Saprissa    |
| 29 de setembre | México D.F.       | Cruz Azul             | 2:0 | Puerto Rico Islanders |
| 20 d'octubre   | Bayamón           | Puerto Rico Islanders | 1:1 | Columbus Crew         |
| 20 d'octubre   | San Juan de Tibás | Deportivo Saprissa    | 1:2 | Cruz Azul             |

### Grup D
| Equip          | Pts | PJ | PG | PE | PP | GF | GC | Dif |
| -------------- | --- | -- | -- | -- | -- | -- | -- | --- |
| Pumas UNAM     | 13  | 6  | 4  | 1  | 1  | 15 | 6  | +9  |
| Comunicaciones | 9   | 6  | 3  | 0  | 3  | 6  | 8  | -2  |
| W Connection   | 7   | 6  | 2  | 1  | 3  | 10 | 9  | +1  |
| Real España    | 6   | 6  | 2  | 0  | 4  | 6  | 14 | -8  |

| 18 d'agost     | México D.F.         | Pumas UNAM     | 1:0 | Comunicaciones |
| 20 d'agost     | San Pedro Sula      | Real España    | 1:0 | W Connection   |
| 27 d'agost     | Marabella           | W Connection   | 1:2 | Comunicaciones |
| 27 d'agost     | San Pedro Sula      | Real España    | 1:5 | Pumas UNAM     |
| 16 de setembre | Marabella           | W Connection   | 2:2 | Pumas UNAM     |
| 17 de setembre | Ciutat de Guatemala | Comunicaciones | 2:0 | Real España    |
| 23 de setembre | Ciutat de Guatemala | Comunicaciones | 0:3 | W Connection   |
| 24 de setembre | México D.F.         | Pumas UNAM     | 4:0 | Real España    |
| 30 de setembre | México D.F.         | Pumas UNAM     | 2:1 | W Connection   |
| 30 de setembre | San Pedro Sula      | Real España    | 2:0 | Comunicaciones |
| 21 d'octubre   | Marabella           | W Connection   | 3:2 | Real España    |
| 22 d'octubre   | Ciutat de Guatemala | Comunicaciones | 2:1 | Pumas UNAM     |

## Quarts de final
9/10/11 de març i 16/17/18 de març de 2010.
| Partit | Equip 1            | Resultat global | Equip 2    | Resultat anada | Resultat tornada |
| ------ | ------------------ | --------------- | ---------- | -------------- | ---------------- |
| 1      | CSD Comunicaciones | 2:3             | Pachuca CF | 1:1            | 1:2              |
| 2      | Columbus Crew      | 4:5             | Toluca     | 2:2            | 2:3              |
| 3      | CD Marathón        | 3:6             | Pumas UNAM | 2:0            | 1:6              |
| 4      | CD Árabe Unido     | 0:4             | Cruz Azul  | 0:1            | 0:3              |

## Semifinals
31 de març/1 d'abril i 7/8 d'abril de 2010.
| Partit | Equip 1    | Resultat global | Equip 2    | Resultat anada | Resultat tornada |
| ------ | ---------- | --------------- | ---------- | -------------- | ---------------- |
| 1      | Toluca     | 1:2             | Pachuca CF | 1:1            | 0:1              |
| 2      | Pumas UNAM | 1:5             | Cruz Azul  | 1:0            | 0:5              |

## Final
20 i 27 d'abril de 2010.
| Partit | Equip 1   | Resultat global | Equip 2    | Resultat anada | Resultat tornada |
| ------ | --------- | --------------- | ---------- | -------------- | ---------------- |
| F      | Cruz Azul | 2:2             | Pachuca CF | 2:1            | 1:0              |

## Golejadors
| Jugador           | Equip          | Gols |
| ----------------- | -------------- | ---- |
| Ulises Mendivil   | Pachuca        | 9    |
| Orlando Rodríguez | Árabe Unido    | 8    |
| Javier Orozco     | Cruz Azul      | 6    |
| Edgar Benítez     | Pachuca        | 5    |
| Pablo Zeballos    | Cruz Azul      | 5    |
| Jonathan Faña     | W Connection   | 5    |
| Christian Gómez   | D.C. United    | 4    |
| Carlos Pavón      | Real España    | 4    |
| Paul Aguilar      | Pachuca        | 4    |
| Walter Martínez   | Marathón       | 4    |
| Rolando Fonseca   | Comunicaciones | 4    |
| Dante López       | Pumas U.N.A.M. | 3    |
| Sinha             | Toluca         | 3    |
| Jaime Lozano      | Cruz Azul      | 3    |
| Héctor Mancilla   | Toluca         | 3    |
| Raúl Nava         | Toluca         | 3    |